# Vitoria, 3 de marzo
Vitoria, 3 de marzo és una pel·lícula espanyola de 2018 dirigida per Víctor Cabaco, a partir del guió escrit per Héctor Estimat i Juan Ibarrondo. Narra, en clau dramàtica i històrica, la matança del 3 de març a Vitòria, en la qual cinc treballadors, congregats en una assemblea, van ser assassinats a trets per la Policia Armada.

## Argument
Mort el dictador Francisco Franco, en un ambient de crisi econòmica i d'incertesa política, les vagues van començar a succeir-se arreu d'Espanya el 1976. La pel·lícula arrenca al començament d'aquest any a Vitòria, on, al començament de març, es convoca una tercera vaga general. La trama gira al voltant de la família de José Luis, periodista que treballa a Radi Àlaba. La seva filla, Begoña, s'involucra en les accions i manifestacions, de les quals el seu nuvi, Mikel, és, com a treballador de Forjas Alavesas, un dels capitosts.
El Cos de Policia Armada i de Tràfic —als agents del qual se'ls coneixia col·loquialment com a «grisos»— comença a reprimir les protestes, que no deixen d'escalar, i reben ordres de gasejar l'església de San Francisco d'Assís i carregar contra els manifestants. En aquests moments, la cinta usa els enregistraments reals de les converses que van mantenir entre si els policies. La repressió finalitza amb cinc treballadors morts —en uns successos que es recorden per la data, el 3 de març— i la pel·lícula, als seus moments finals, mostra, també amb imatges reals d'arxiu, les manifestacions i actes de solidaritat amb ells.

## Repartiment
- Amaia Aberasturi com Begoña.
- Ruth Díaz com Ana.
- José Manuel Calma com Eduardo.
- Alberto Berzal com José Luis.
- Mikel Iglesias com Mikel.
- Iñaki Rekarte com Javier.
- Oti Manzano com Loli.
- Ane Pikaza com Blanca.
- Pepe Penabade com Manuel Fraga Iribarne.
- Asier Macazaga com a governador.
- Iñigo de l'Església com el ros.

## Recepció

### Crítica
| Mitjà                     | Puntuació                                                                               |
| ------------------------- | --------------------------------------------------------------------------------------- |
| El País                   | 2.5/5 estrelles · 2.5/5 estrelles · 2.5/5 estrelles · 2.5/5 estrelles · 2.5/5 estrelles |
| ABC                       | 2/5 estrelles · 2/5 estrelles · 2/5 estrelles · 2/5 estrelles · 2/5 estrelles           |
| El Periódico de Catalunya | 3/5 estrelles · 3/5 estrelles · 3/5 estrelles · 3/5 estrelles · 3/5 estrelles           |
| Cinemanía                 | 2.5/5 estrelles · 2.5/5 estrelles · 2.5/5 estrelles · 2.5/5 estrelles · 2.5/5 estrelles |
| Fotogramas                | 3/5 estrelles · 3/5 estrelles · 3/5 estrelles · 3/5 estrelles · 3/5 estrelles           |
| FilmAffinity              | 2.5/5 estrelles · 2.5/5 estrelles · 2.5/5 estrelles · 2.5/5 estrelles · 2.5/5 estrelles |

La pel·lícula va rebre crítiques variades. Són varis els mitjans que valoraren la seva aportació al cinema polític, donant a conèixer fets rellevants de la història espanyola. Així, per exemple, Javier Ocaña, en la seva ressenya per El País, digué sobre la cinta:
| « | […] una d'aquestes pel·lícules que penseu a les seves imperfeccions, que té, que recordem per a què sirve, entre altres coses, el cinema polític: per presentar a les noves generacions, ja són antigues amnètiques o ignorants, algunes de les qüestions més rellevants d'altres. la nostra història recient. | » |

 
Aprecià la creïble reconstrucció, posant l'accent principalment en el realisme que adquireixen les manifestacions, així com l'ús dels enregistraments policials reals, l'ambientació amb cançons de l'època i la inclusió d'imatges dels multitudinaris enterraments dels cinc treballadors morts. No obstant això, opina que el relat «trontolla quan […] comença a afegir massa elements melodramàtics, llevant temps al veritablement essencial, la part més política i social». Beatriz Martínez, d'El Periódico de Catalunya, concordà amb Ocaña i criticà la cinta en els mateixos punts: «Més pegues caldria posar al mecanisme narratiu (les trames d'amor i gelosia no acaben de funcionar) que s'utilitzen per sustentar la pel·lícula». Així i tot, va lloar la solidesa de la cinta, que considerà «cinema polític […] íntegre i allunyat de temptacions emfàtiques».
Antonio Weinrichter, col·laborador d'ABC, càrrega, no obstant això, durament contra el film. Critica «la unidireccionalitat en la recreació d'uns fets darrere d'una declarada intenció de memòria històrica». Destaca l'absència de personatges pertanyents a la «societat civil»: «només hi ha —assenyala— governadors que saluden al ministre dient "A les seves ordres" i policies billyelniño sortits d'una pel·lícula de nazis». Així i tot, aprecia la presència dels enregistraments reals de les comunicacions policials que, en la seva opinió, «donen una mesura dels fets menys maniquea, més gris com el color dels uniformes».